# Azirine
La 2H-azirine ou azirène est un hétérocycle de trois atomes (2 carbones et un azote) avec une double liaison C=N, donc la forme insaturée de l'aziridine. L´autre tautomère, la 1H-azirine avec une double liaison entre les atomes de carbone et de numéro CAS 157-17-5, est instable. Les azirines sont les composés chimiques qui contiennent un cycle azirine dans leur structure et sont comme elles, extrêmement réactifs. Ils sont présents dans des produits naturels comme l'antibiotique azirinomycine, isolé dans Streptomyces auras.
L'azirine, par son cycle hypertendu, est préférentiellement l'objet de réactions d'ouverture de cycle; elle peut agir comme nucléophile ou électrophile. Une azirine apparaît aussi comme intermédiaire dans le
réarrangement de Neber.

## Synthèse
Les 2H-azirines sont souvent formées à partir d'azotures de vinyle. Durant la réaction, un nitrène est formé comme intermédiaire. Alternativement, Les 2H-azirines peuvent être obtenues par oxydation (déshydrogénation) des aziridines correspondantes.

## Propriété
La forme cationique des azirines est le plus petit système hétérocyclique aromatique avec le borirène :

mésomérie stabilisante des cations azirinium